# Paradoxostoma hibernicum
Paradoxostoma hibernicum är en kräftdjursart som beskrevs av Brady 1868. Paradoxostoma hibernicum ingår i släktet Paradoxostoma och familjen Paradoxostomatidae. Inga underarter finns listade i Catalogue of Life.